# Hemiteles trichocampi
Hemiteles trichocampi är en stekelart som beskrevs av Heinrich Boie 1855. Hemiteles trichocampi ingår i släktet Hemiteles och familjen brokparasitsteklar. Inga underarter finns listade i Catalogue of Life.